# Тимошенко Олександра Олександрівна
Олекса́ндра Олекса́ндрівна Тимоше́нко (нар. 18 лютого 1972, Богуслав) — українська гімнастка, олімпійська чемпіонка.

## Життєпис
Олександра Тимошенко тренувалася в спортивному товаристві «Спартак» у Києві. Її тренерами були Альбіна та Ірина Дерюгіни. Золоту олімпійську медаль та звання олімпійського чемпіона вона здобула на Олімпіаді в Барселоні в абсолютній першості, виступаючи у складі Об'єднаної команди. На сеульській Олімпіаді вона виборола бронзову медаль.
Коли Олександрі було сім років, її батька, інженера-будівельника, запросили на роботу в Київ. Тоді Олександра почала тренуватися в школі Дерюгіних. У віці 14 років вона стала молодіжною чемпіонкою СРСР, і незабаром після того зібрала три медалі на чемпіонаті Європи — золоту за вправи зі скакалкою, срібло за вправи з обручем, бронзу за вправи зі стрічкою. На союзних змаганнях вона була другою після білоруски Марини Лобач, тож здобула право поїхати за чемпіонат Європи 1988 року.
На чемпіонаті, який проходив у Гельсінкі, вона розділила перше місце з болгарками Елізабет Колевою і Адріаною Дунавською. Крім того вона отримала три золоті медалі — за вправи з обручем, булавами та скакалкою. Через кілька місяців вона здобула бронзу на сеульській Олімпіаді, потім уперше стала чемпіонкою СРСР в абсолютному заліку.
Закінчила кар'єру Олександра Тимошенко після перемоги на Олімпіаді в Барселоні у віці 20 років.

## Критика
Олександра Тимошенко у 2022 році під час війни Росії проти України поїхала на турнір у Росії. Про вчинок своєї співвітчизниці в Instagram повідомила медалістка Ріо-2016 Ганна Різатдінова: «Я просто не можу промовчати. Олександра — приклад особисто для мене, вона — обличчя української художньої гімнастики, на її честь відкрили зірку на алеї слави в Києві, вона була амбасадором чемпіонату Європи в Києві. Я не розумію, як наша олімпійська чемпіонка може бути присутня як почесний гість на турнірі „Небесна грація“ в Росії, який організовує Аліна Кабаєва, поки російські солдати вбивають українців вже понад пів року»